# Tinolius eburneigutta
Tinolius eburneigutta är en fjärilsart som beskrevs av Walker 1855. Tinolius eburneigutta ingår i släktet Tinolius och familjen nattflyn. Inga underarter finns listade i Catalogue of Life.